# Візімбір
Візімбі́р (рос. Визимбирь, марій. Визымйыр) — присілок у складі Куженерського району Марій Ел, Росія. Входить до складу Русько-Шойського сільського поселення.

## Населення
Населення — 152 особи (2010; 199 у 2002).
Національний склад (станом на 2002 рік):
- марі — 79 %